# Premio Nacional de Novela (Bolivia)
El Premio Nacional de Novela es un premio anual otorgado por el Ministerio de Culturas. Es uno de los principales galardones literarios que son parte de los Premios Nacionales de Literatura de Bolivia.
El origen es un proyecto elaborado por el entonces Viceministro de Cultura Ramón Rocha Monroy cuando llegó a La Paz en visita oficial el presidente Aznar.
En 2005, con el cambio de gobierno, el Viceministerio de Cultura se convirtió en Ministerio de Culturas, pero el premio persistió. Es otorgado anualmente por el Ministerio de Culturas de Bolivia, fue instituido en 1998 para promover la difusión de la literatura boliviana en el género novela y el mejor conocimiento de sus autores. Estuvo auspiciado en primera instancia por la editorial Alfaguara, entonces del Grupo Santillana —que continuó siendo uno de sus patrocinadores—, por lo que se le conocía como Premio Nacional de Novela Alfaguara.
Pueden optar al premio todas las personas de nacionalidad boliviana que residan en el país, excluyendo autores galardonados los dos años anteriores, autoridades, funcionarios públicos y trabajadores de Santillana. Un jurado constituido por destacados miembros del mundo cultural y literario boliviano o internacional selecciona al vencedor.
En la práctica, reemplazó al Premio Erich Guttentag, que convocaba la editorial Los Amigos del Libro (Cochabamba/La Paz). Se han otorgado menciones de honor en algunos años.
En 2012 la recompensa fue de 89.300 bolivianos. Del total de esa suma, el Ministerio de Culturas contribuyó con 22.800 bs, la Embajada de España con 21.000, Banco Sol con 21.000, la BBA Previsión AFP con 10.500, la Red ATB con 7.000 y el Grupo Santillana con la misma cantidad.

## Ganadores
| Año  | Novela                                        | Autor                         | Departamento         |
| 1999 | La vida me duele sin vos                      | Gonzalo Lema                  | Tarija               |
| 2000 | Alguien más a cargo                           | Cé Mendizábal                 | Oruro                |
| 2001 | Magdalena en el Paraíso                       | Tito Gutiérrez Vargas         | Cochabamba           |
| 2002 | Potosí 1600                                   | Ramón Rocha Monroy            | Cochabamba           |
| 2003 | El delirio de Turing                          | Edmundo Paz Soldán            | Cochabamba           |
| 2004 | La gula del picaflor                          | Juan Claudio Lechín           | Cochabamba           |
| 2005 | La doncella del barón Cementerio              | Eduardo Scott-Moreno          | Cochabamba           |
| 2006 | El agorero de sal                             | Luisa Fernanda Siles          | La Paz               |
| 2007 | Fantasmas asesinos                            | Wilmer Urrelo                 | La Paz               |
| 2008 | La toma del manuscrito                        | Sebastián Antezana            | México-La Paz        |
| 2009 | He de morir de cosas así                      | Eduardo Scott-Moreno          | Cochabamba           |
| 2010 | La noche como un ala                          | Máximo Pacheco Balanza        | Chuquisaca           |
| 2011 | Diario secreto                                | Claudio Ferrufino-Coqueugniot | Cochabamba           |
| 2012 | En el fondo tu ausencia                       | Rosario Barahona              | Chuquisaca           |
| 2013 | Pasado por sal                                | Cé Mendizábal                 | Oruro                |
| 2014 | El sonido de la H                             | Magela Baudoin                | Venezuela-Santa Cruz |
| 2016 | La guerra del papel                           | Oswaldo Calatayud             | La Paz               |
| 2017 | Soundtrack; glosario de términos relacionados | Camila Urioste                | La Paz               |
| 2018 | Días detenidos                                | Guillermo Ruiz Plaza          | La Paz               |
| 2019 | Seúl, São Paulo                               | Gabriel Mamani Magne          | La Paz               |

| Año  | Novela                                 | Autor                       | Departamento |
| 1999 | Altiplano Express                      | Juan de Recacoechea         | La Paz       |
| 2000 | Huesos y cenizas                       | Máximo Pacheco Balanza      | Chuquisaca   |
| 2003 | Periférica Boulevard                   | Adolfo Cárdenas Franco      | La Paz       |
| 2006 | Retrato de ciudad con calavera en mano | Máximo Pacheco Balanza      | Chuquisaca   |
| 2007 | Los ingenuos                           | Verónica Ormachea Gutiérrez | La Paz       |
| 2007 | Mundo puto                             | Roberto Cuevas              | La Paz       |
| 2008 | La virgen de los deseos                | Néstor Taboada Terán        | La Paz       |
| 2010 | Lluvia de piedra                       | Rodrigo Urquiola Flores     | La Paz       |
| 2017 | La ceguera del jaguar                  | Rodrigo Urquiola Flores     | La Paz       |